# Ключева (Байкаловський район)
Ключева́ (рос. Ключевая) — присілок у складі Байкаловського району Свердловської області. Входить до складу Байкаловського сільського поселення.
Населення — 126 осіб (2010, 154 у 2002).
Національний склад населення станом на 2002 рік: росіяни — 96 %.